# Salangane à nid blanc
Aerodramus fuciphagus
Espèce
Synonymes
- Hirundo fuciphaga Thunberg, 1812
(protonyme)
- Collocalia fuciphaga (Thunberg, 1812)

Répartition géographique
Statut de conservation UICN

 LC  : Préoccupation mineure
La Salangane à nid blanc (Aerodramus fuciphagus) est une espèce d'oiseaux de la famille des Apodidae.

## Répartition et sous-espèces
Selon la classification de référence du Congrès ornithologique international (15.1, 2025) elle se répartit en huit sous-espèces :
- A. f. inexpectatus (Hume, 1873) — îles Andaman et Nicobar ;
- A. f. vestitus (Lesson, 1843) — péninsule Malaise, Sumatra, Belitung et Bornéo ;
- A. f. perplexus (Riley, 1927) — Maratua ;
- A. f. fusciphagus (Thunberg, 1812) — Java, îles Kangean, petites îles de la Sonde, îles de la mer de Florès ;
- A. f. dammermani (Rensch, 1931) — de Florès à Alor ;
- A. f. micans (Stresemann, 1914) — Sumba, Savu et Timor ;
- A. f. germani (Oustalet, 1876) — Asie du Sud-Est, Panay et Palawan ;
- A. f. amechanus (Oberholser, 1912) — îles Anambas .

## La Salangane à nid blanc et l'Homme
Ses nids, appelés nids d'hirondelle "blancs", les nids d'hirondelle les plus réputés car principalement constitués de salive presque pure, sont utilisés pour la préparation de soupe, aux prétendues vertus aphrodisiaques.

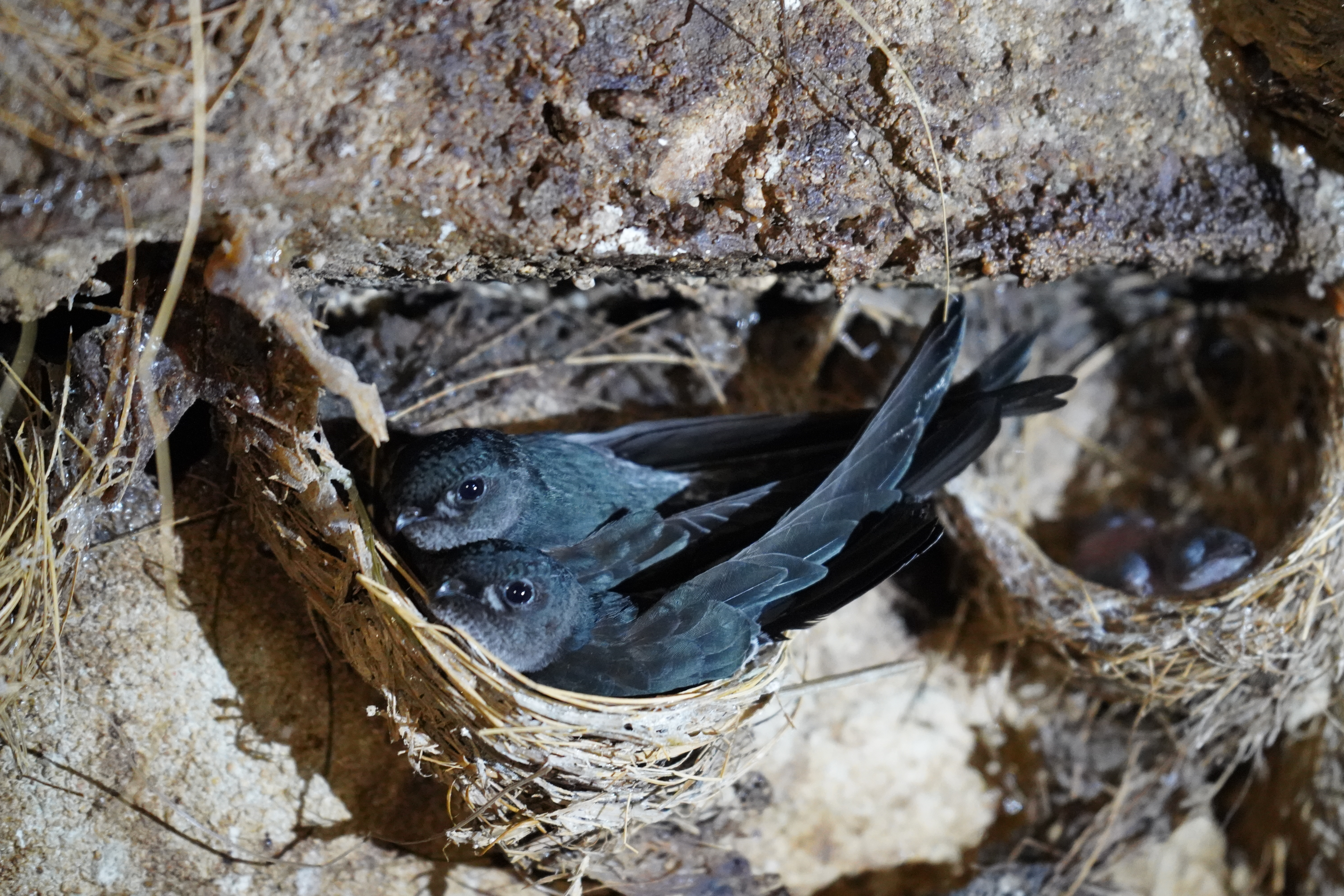
Un couple
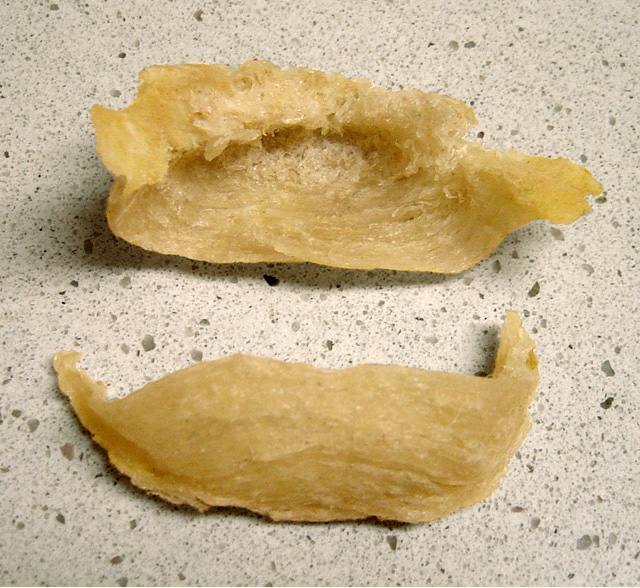
Un nid